# Chinattus falco
Espèce
Chinattus falco est une espèce d'araignées aranéomorphes de la famille des Salticidae.

## Distribution
Cette espèce est endémique d'Amami-Ōshima dans l'archipel Nansei au Japon.

## Description
Le mâle holotype mesure 4,43 mm et la femelle paratype 6,00 mm, les mâles mesurent de 4,28 à 4,98 mm et les femelles de 5,50 à 6,00 mm.

## Publication originale
- Suguro, 2016 : A new Chinattus species (Araneae: Salticidae) from Amami-Ôshima Island, Japan. Acta Arachnologica, vol. 65, no 2, p. 77-80 (texte intégral).